# Emeril Lagasse

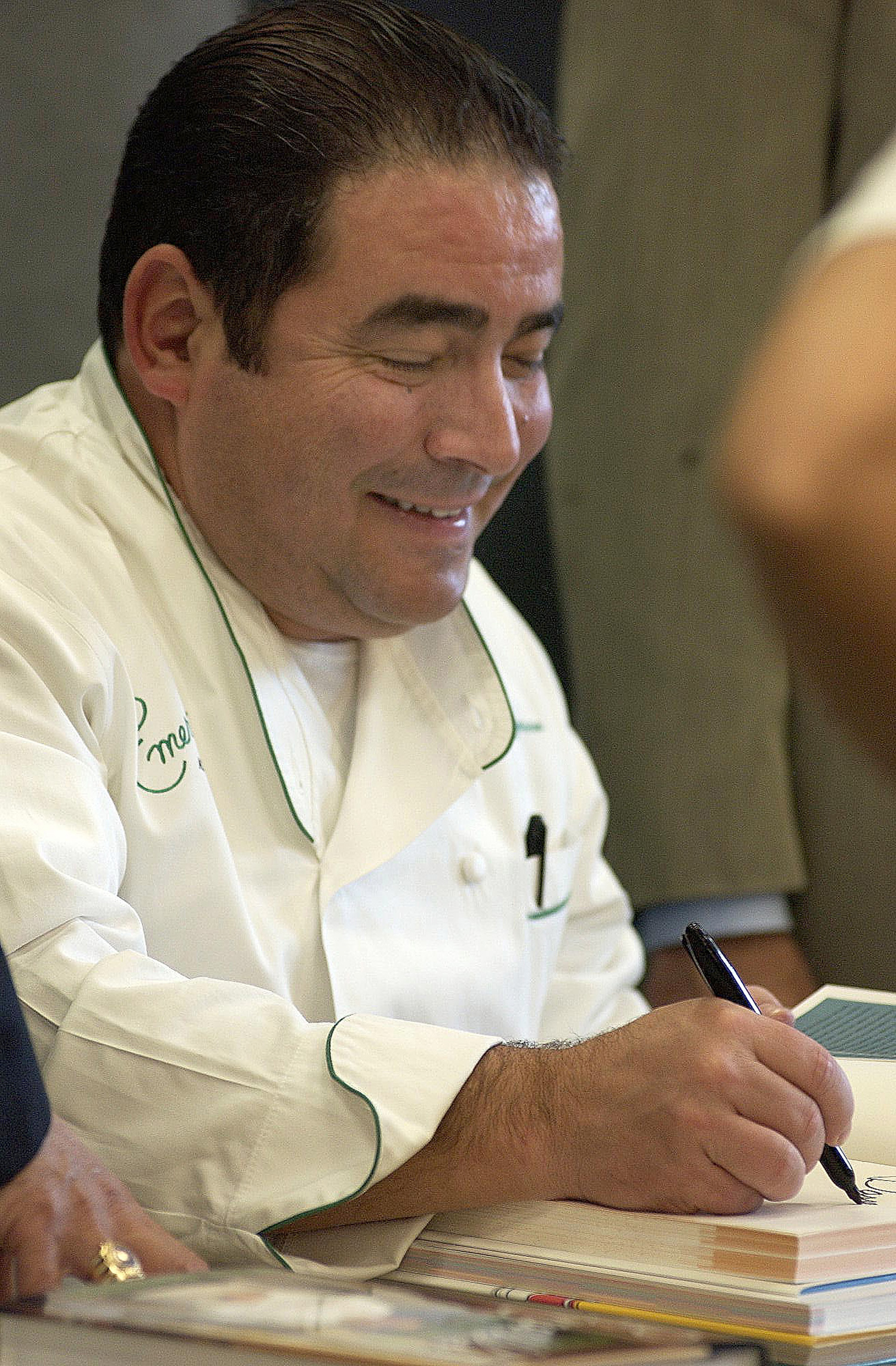
Lagasse bei einer Signierstunde

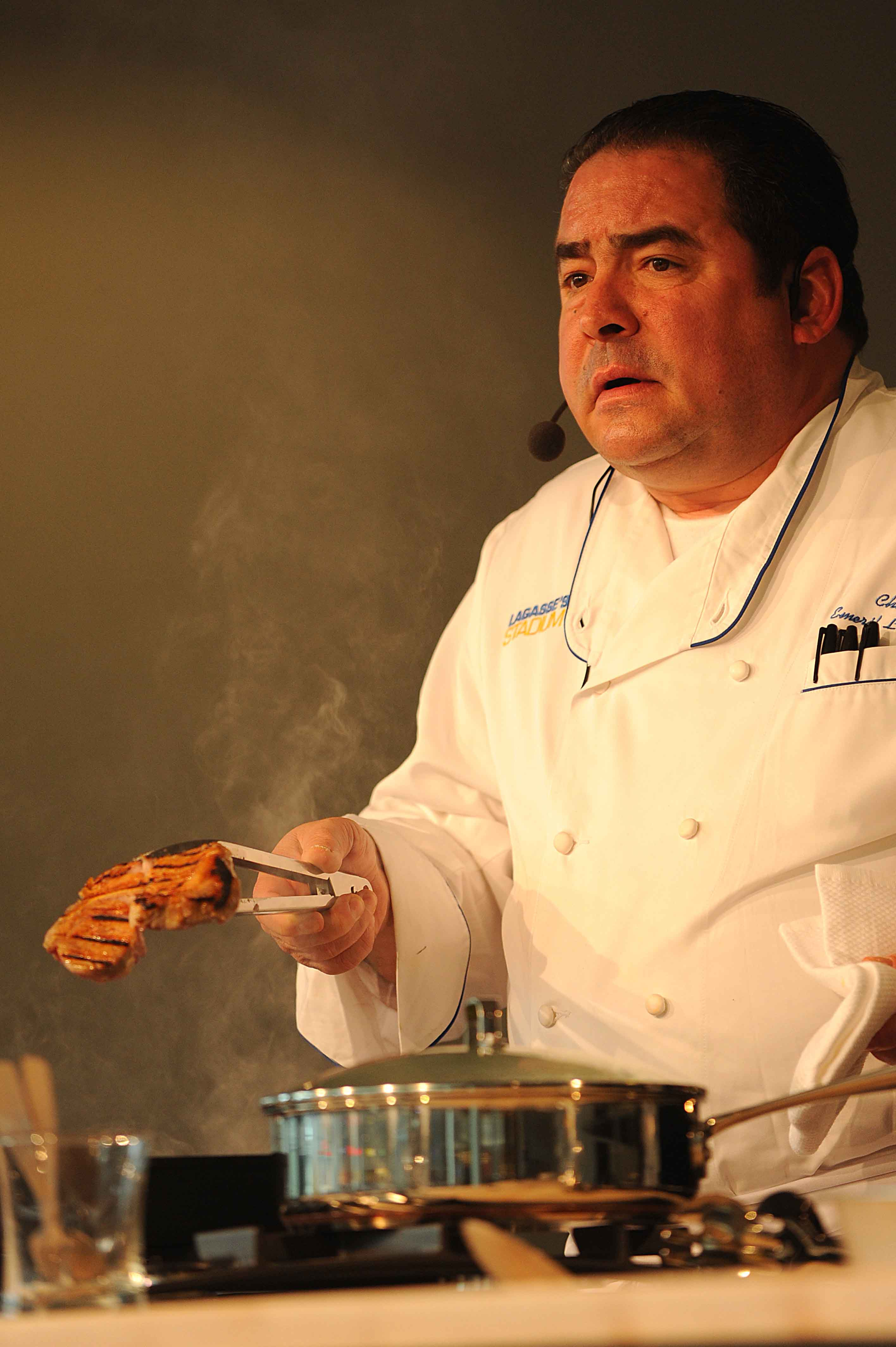
Lagasse bei einer Kochvorführung

Emeril John Lagasse (* 18. Oktober 1959 in Fall River, Massachusetts) ist ein US-amerikanischer Koch, Restaurantbesitzer und Kochbuchautor. Bekannt wurde er mit seinen Kochshows, die auf Food Network ausgestrahlt werden.

## Biografie

### Anfänge
Emeril Lagasse wurde 1959 in Fall River in Massachusetts als Sohn eines Kanadiers aus Québec und einer Portugiesin geboren. Seine kulinarischen Talente entdeckte er, als er als Teenager in einer Bäckerei aushalf. Er entschied sich, Koch zu werden und besuchte das Johnson & Wales University's College of Culinary Arts. Als er während des Studiums im Restaurant „Venus De Milo“ jobbte, lernte er dort seine erste Frau Elizabeth Kief kennen. Lagasse schloss sein Studium 1978 ab, das College verlieh ihm später die Ehrendoktorwürde.

### Karrierebeginn
Lagasses Karriere begann als Chefkoch des bekannten US-amerikanischen Feinschmeckerrestaurants Commander’s Palace in New Orleans. 1990 verließ er das Commander’s Palace und eröffnete ebenfalls in New Orleans sein erstes eigenes Restaurant Emeril’s, das noch im Jahr der Eröffnung vom Magazin Esquire zum Restaurant des Jahres gewählt wurde. Seine bevorzugte Küche ist die Cajun- und die Kreolische Küche, zu deren Verbreitung er beigetragen hat.

### Fernsehstar
Lagasses Erfolg als Fernsehkoch begann mit einer Sendung, die sich an Kochunerfahrene wandte und den Titel How to boil water – Wie man Wasser kocht trug. Sie ging 1993 das erste Mal auf Sendung. Nachdem er in mehreren anderen Shows Auftritte hatte, erhielt er eigene Kochsendungen mit dem Titel The Essence of Emeril (1994) bzw. Emeril Live (1997). Als Essence bezeichnet er dabei seine Gewürzmischungen, die er selbst kreiert hat. Emeril Lagasse empfiehlt seinen Zuschauern, eigene Mischungen zu entwerfen, die ihren persönlichen Stil reflektieren.
In den USA ist Emeril Lagasse bekannt für seine lockere Art und die Verwendung sich häufig wiederholender Ausdrucke wie BAM!, Kick it up a notch, Feel the love und Oh yeah, babe, die er oft verwendet, wenn er ein Gericht probiert, das er gerade gewürzt hat.

## Publikationen (Auswahl)
- Emeril's New New Orleans Cooking. Morrow, New York 1993, ISBN 0-688-11284-6.
- Louisiana Real and Rustic. Morrow, New York 1996, ISBN 0-688-12721-5.
- From Emeril's Kitchens. Favorite Recipes from Emeril's Restaurants. Morrow, New York 2003, ISBN 0-06-018535-X.
- Emeril's Creole Christmas. Morrow, New York 1997, ISBN 0-688-14691-0.
- Emeril's Delmonico. A restaurant with a past. Morrow, New York 2005, ISBN 978-0-06-074046-7.
- Emeril at the grill. A cookbook for all seasons. HarperStudio, New York 2009, ISBN 978-0-06-174274-3.